# COPS6
COPS6‏ (COP9 signalosome subunit 6) هوَ بروتين يُشَفر بواسطة جين COPS6 في الإنسان.